# Людина війни (острів)
Людина війни (ісп. Man of War Cay) — безлюдний рифовий острів у Карибському морі, зокрема, в його бухті Четумаль і є володінням Белізу, складова частина округу Коросаль.

## Географія
Острів Людина війни знаходиться в бухті Четумаль, неподалік узбережжя Белізу, країни Латинської Америки. Адміністративно приналежний до округу Коросаль, він територіально ближчий до узбережжя країни, всього 2,5 км, на північ від нього. Острів відділений від основних вод Карибського моря Белізьким бар'єрним рифом та півостровом Юкатан.

## Флора і фауна
Через незначну свою висоту та розміри, острів Людина війни піддається значному впливу тропічних вітрів-пасатів й морських хвиль, які «відполіровують» його в кам'янисту глибу, час від часу знищуючи тамтешнє біорізноманіття, але тропічний мікроклімат знову поновлює все, що притаманне тропічному рифу. На острові живуть кілька видів малих ящірок, гніздяться птахи, в морі водиться велика кількість видів риби.